# قلاق بورتة
قلاق بورتة (بالفارسية: قلاق بورته) هي قرية تقع في غلستان في إيران. يقدر عدد سكانها بـ 371 نسمة بحسب إحصاء 2016.